# Gulf Railway

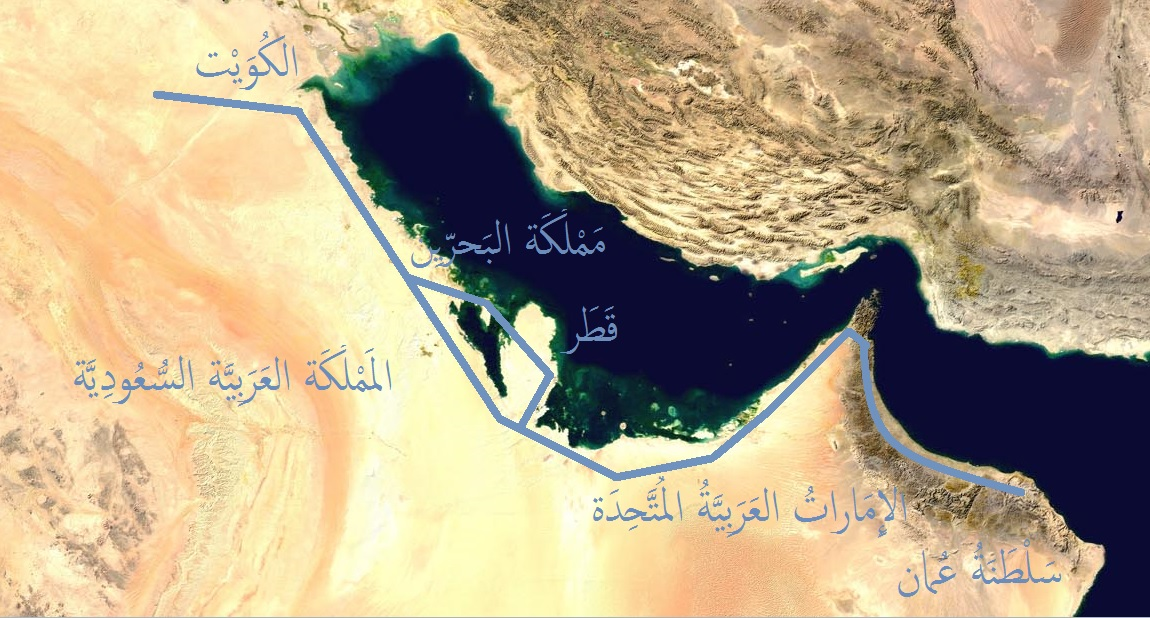
Carte du projet Golf Railway

La Gulf Railway (en français : « Chemin de fer du Golfe ») est un projet ferroviaire international impliquant les six États du Conseil de coopération du Golfe : l'Arabie saoudite, Oman, le Koweït, Bahreïn, les Émirats arabes unis et le Qatar.
Il consiste en la construction d'une ligne ferroviaire à voie unique d'une longueur de 1 940 km, longeant la côte occidentale du golfe Persique en allant de Koweït (depuis la frontière irako-koweïtienne en venant probablement de Bassorah) à Mascate, tout en reliant entre elles toutes les capitales et autres villes importantes de la région.
Le projet est évalué à 25 milliards de $US.
Prévue au départ pour 2017, la finalisation de la ligne ferroviaire a été reportée à plusieurs reprises et à ce jour (2025) aucune date n'est annoncée. Sa longueur totale sera de 2 117 km dont 663 km dans le territoire saoudien.

## Matériel
La ligne ne sera pas électrifiée (dans l'immédiat). On prévoit donc l'utilisation de locomotives Diesel pour assurer la traction des convois, avec une pointe à 200 km/h.

## Tracé
Ainsi, selon le projet, après la ville de Koweït, il devrait desservir successivement :
- Jubail (Arabie saoudite) ;
- Dammam (Arabie saoudite) ;
- Khobar (Arabie saoudite).

À partir de cette dernière ville, la ligne doit se séparer en deux embranchements :
1. le premier, empruntant une deuxième infrastructure parallèle à la chaussée du roi Fahd passerait par la capitale du Bahreïn, la ville de Manama, franchirait de nouveau le golfe de Bahreïn par le pont de l'Amitié Qatar-Bahreïn (actuellement en construction) pour desservir le Qatar et sa capitale, Doha et poursuivre vers le sud afin de rejoindre le second tronçon.
2. le deuxième longerait le golfe de Bahreïn et rejoindrait le premier embranchement au sud-ouest du Qatar.

La ligne ainsi réunifiée poursuivrait sa course vers l'est en passant par :
- Abou Dhabi (Émirats arabes unis) ;
- Dubaï (Émirats arabes unis) ;
- Charjah (Émirats arabes unis) ;
- Ajman (Émirats arabes unis) ;
- Kalba (Émirats arabes unis) ;
- Fujaïrah (Émirats arabes unis).

Après son arrivée à Mascate, cette liaison serait susceptible d'être prolongée vers le port omanais de Salalah, voire vers le Yémen avec le port d'Aden et la capitale Sanaa.